# FV438 Swingfire
FV438 Swingfire — броньований винищувач танків Британської армії.
Машина створена на базі серії FV430 шляхом переробки FV432 встановленням  протитанкової керованої ракети Swingfire.
На машині було встановлено дві пускові установки, боєкомплект складався з 14 ракет, які можна було заряджати, не виходячи з машини. Замість стаціонарної системи керування було застосовано виносну систем, що дозволяло керувати вогнем на віддаленості на 100 м від машини, що дозволяло приховати машину від ворога; ракети Swingfire могли обертатися на 90 градусів одразу після пострілу.
Коли у 1970-х роках FV438 надійшли на озброєння, ними почали користуватися спеціальні протитанкові підрозділи (піхотні частини та Королівський бронетанковий корпус). У середні 1980-х їх передали до Королівського полку артилерії, і FV438 почали використовувати як керовані комплекси бронетанкових полків, дев'ять машин на полк.